# 知来駅

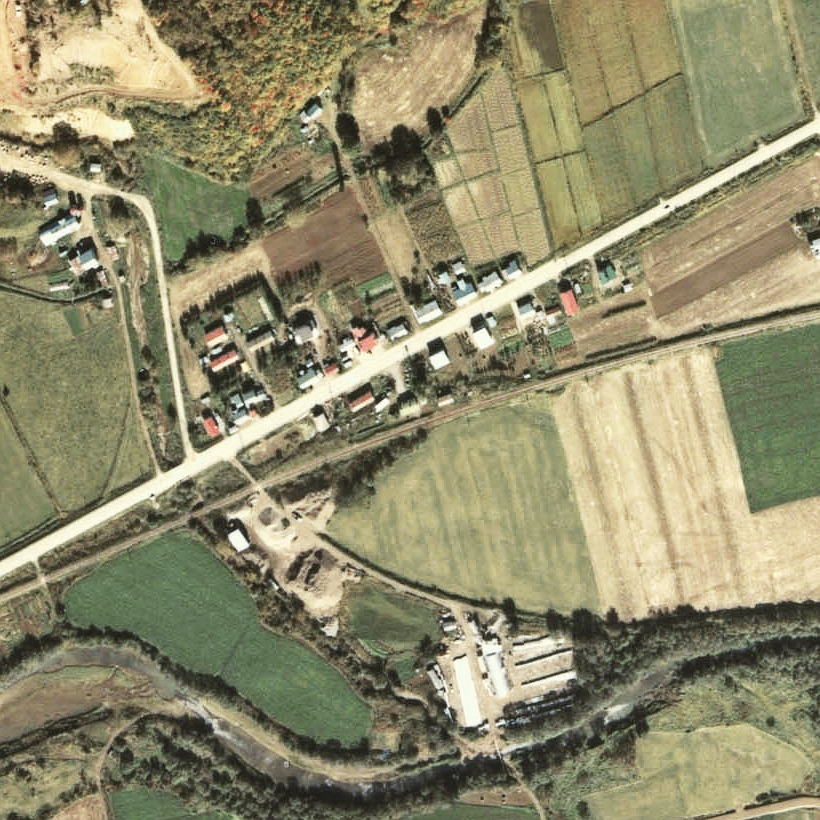
1977年の知来駅と周囲約500m範囲。右が網走方面。床丹駅と同様に無人化に伴って島式ホームの駅舎側が撤去され、駅裏側本線へ棒線化されている。田園地帯の広がる知来地区の西部に位置し、左側には左上から下の佐呂間別川へ注ぐ知来川が流れる。

知来駅（ちらいえき）は、北海道（網走支庁）常呂郡佐呂間町字知来にかつて設置されていた、日本国有鉄道（国鉄）湧網線の駅（廃駅）である。電報略号はチラ。事務管理コードは▲122405。

## 歴史
- 1953年（昭和28年）10月22日 - 日本国有鉄道湧網線の佐呂間駅 - 下佐呂間駅（後の浜佐呂間駅）間の開通（湧網線全通）に伴い、開業[1]。一般駅[1]。
- 1961年（昭和36年）4月1日 - 業務委託駅化。
- 1972年（昭和47年）2月8日 - 貨物・荷物の取り扱いを廃止[3]。同時に無人[4]（簡易委託）駅化（駅前の商店に委託）。
- 1987年（昭和62年）3月20日 - 湧網線の全線廃止に伴い、廃駅となる[1]。

### 駅名の由来
所在地名より。アイヌ語の「チライオッ（ciray-ot）」（イトウ・多くいる）の転訛とされる。

## 駅構造
廃止時点で、島式ホーム（片面使用）1面1線を有する地上駅であった。ホームは、線路の北側（網走方面に向かって左手側）に存在した。転轍機を持たない棒線駅となっていた。かつては島式ホーム1面2線を有する、列車交換可能な交換駅であった。使われなくなった駅舎側の1線は、交換設備運用廃止後は撤去されたが、ホーム前後の線路は転轍機の名残で湾曲していた。
無人駅となっていたが、有人駅時代の駅舎が残っていた。駅舎は構内の北側に位置し、旧線跡を渡りホームを結ぶ通路で連絡した。駅舎とホームの間には、花壇が作られていた。駅自体は完全無人であるが、駅前の商店で乗車券を取り扱う簡易委託駅となっていた。

## 利用状況
乗車人員の推移は以下のとおり。年間の値のみ判明している年については、当該年度の日数で除した値を括弧書きで1日平均欄に示す。乗降人員のみが判明している場合は、1/2した値を括弧書きで記した。
| 年度               | 乗車人員 | 乗車人員 | 出典  | 備考 |
| 年度               | 年間     | 1日平均  | 出典  | 備考 |
| ------------------ | -------- | -------- | ----- | ---- |
| 1978年（昭和53年） |          | 58       | [ 7 ] |      |

## 駅周辺
- 北海道道103号留辺蘂浜佐呂間線
- 旧・佐呂間町立知来小学校
- 知来神社
- 佐呂間別川[8]
- 佐呂間町ふれあいバス（フリー乗降）

## 駅跡

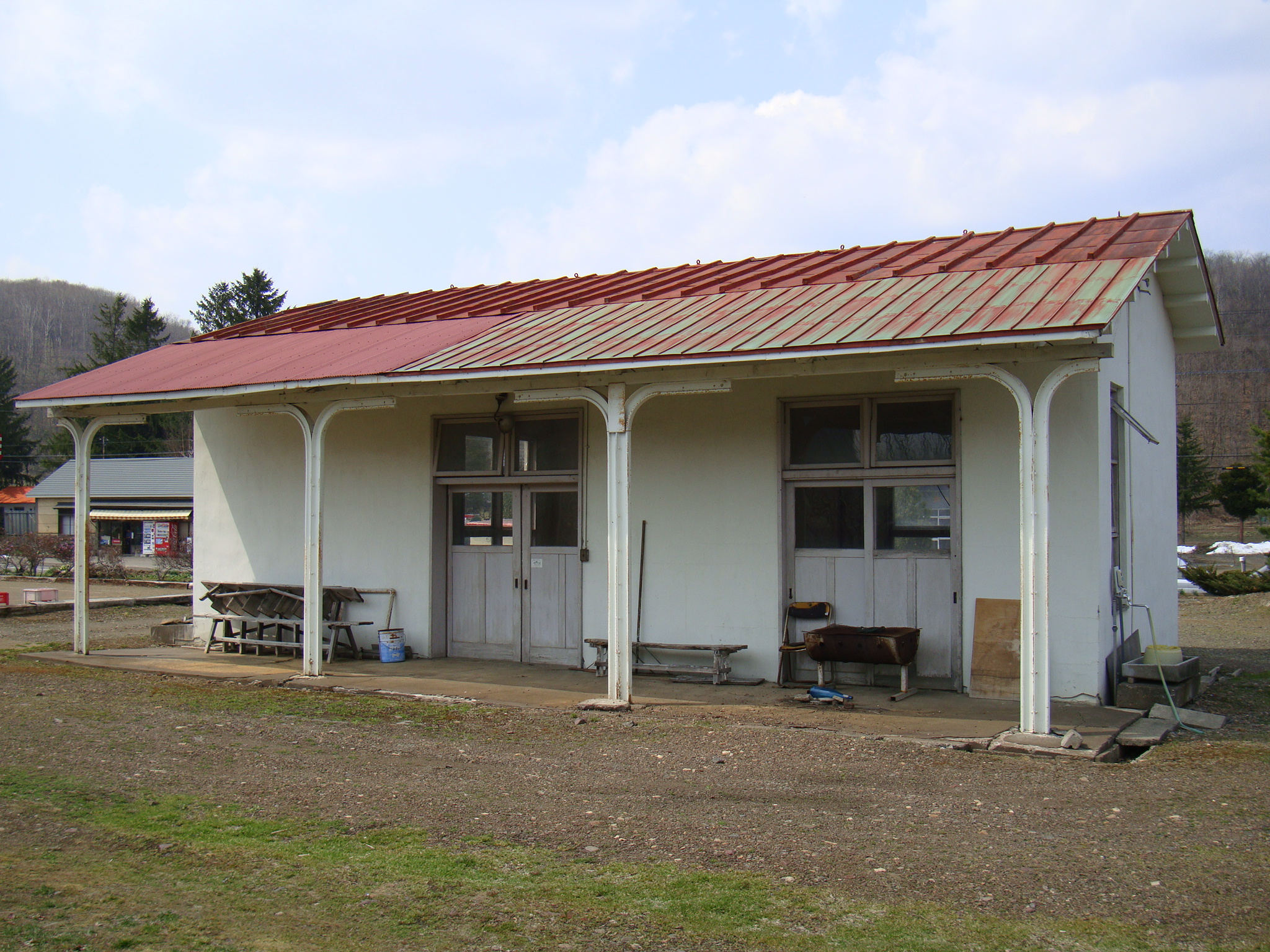
旧駅舎ホーム側

1999年（平成11年）時点では駅舎が廃止当時のまま残存しており、「知来ゲートボール会館」として再利用されている。2010年（平成22年）時点、2011年（平成23年）時点でも同様であった。内部は当時のベンチは残存しているが、待合所と事務所の間仕切りは撤去されており、休憩所兼倉庫として使用されている。ホーム側も駅舎は当時のままだがレールは撤去され、埋め立てられているなど、駅舎以外の設備はすべて撤去されている。線路跡も整地され、畑となっている。
また、2011年（平成23年）時点では簡易委託の受託者であった駅前の商店の軒下に、「知来駅 国鉄乗車券発売所」の看板が掲げられている。

## 隣の駅
日本国有鉄道
湧網線 
佐呂間駅 - <堺橋仮乗降場> - <興生沢仮乗降場> - 知来駅 - <紅葉橋仮乗降場> - 仁倉駅